# شهادتي حول التعذيب
شهادتي حول التعذيب. كتاب في مذكّرات الجنرال الفرنسي «بول أوساريس» المسؤول عن تعذيب وقتل الكثير من المناضلين الجزائريين خلال سنوات الثورة ضد المستعمر الفرنسي.

## محتوى الكتاب
اعترف أوساريس مسؤول المخابرات السابق في الجزائر المستعمرة في كتابه «المصالح الخاصة في الجزائر 1955 - 1957» أنه مارس التعذيب «بموافقة إن لم يكن بأمر» من المسؤولين السياسيين.

## وصلات خارجية
- "مذكّرات مجرم حرب" عن الاستعمار الفرنسي في الجزائر على يوتيوب.
- وفاة الجنرال أوساريس الذي أثار عاصفة سياسية في فرنسا باعترافاته حول التعذيب في حرب الجزائر